# گالری (آلبوم تک‌آهنگ)
گالری (انگلیسی: Gallery) اولین آلبوم تک‌آهنگ از خوانندۀ اهل کره جنوبی لی جون-یونگ است که در ۵ دسامبر ۲۰۱۹ توسط باگز! منتشر شد. این آلبوم از سه قطعه، از جمله «Curious About You» تشکیل شده است.

## موفقیت تجاری
آلبوم در جدول گائون کره در رتبه ۳۶ قرار گرفت. همچنین فروش آن در کره ۲,۴۰۴ بود.